# Adartico Vudafieri
Adartico Vudafieri (Castelfranco Veneto, 11 oktober 1950) is een Italiaans voormalig rallyrijder.

## Carrière
Adartico Vudafieri debuteerde in 1973 in de rallysport. Hij profileerde zich in het Italiaans rallykampioenschap en schreef in 1978 met een Fiat 131 Abarth daarin voor het eerst de titel op zijn naam, een resultaat dat hij met deze auto herhaalde in 1980. Hiermee werd hij ook Europees rallykampioen in 1981. In het wereldkampioenschap rally kwam Vudafieri vervolgens uit voor de fabrieksinschrijving van Lancia met de Groep B-Lancia Rally 037. Hij verving in een aantal WK-rally's de van een beenbreuk herstellende Attilio Bettega, maar kwam na diens terugkeer alsnog een paar keer uit voor het team. Tijdens de rally van Corsica in 1983 behaalde hij een derde plaats. In 1984 werd hij voor de derde keer Italiaans rallykampioen, maar beëindigde kort hierna zijn actieve rally-carrière.

## Complete resultaten in het wereldkampioenschap rally
| Seizoen | Inschrijving       | Auto              | 1   | 2   | 3     | 4       | 5       | 6       | 7   | 8       | 9       | 10      | 11      | 12  | Pos. | Punten |
| ------- | ------------------ | ----------------- | --- | --- | ----- | ------- | ------- | ------- | --- | ------- | ------- | ------- | ------- | --- | ---- | ------ |
| 1974    | ACU Friuli         | Porsche Carrera   | POR | KEN | FIN   | ITA DNF | CAN     | VST     | GBR | FRA     |         |         |         |     | N/A  | N/A    |
| 1978    | Adartico Vudafieri | Lancia Stratos HF | MON | ZWE | POR   | KEN     | GRI     | FIN     | CAN | ITA DNF | IVK     | FRA DNF | GBR     |     | N/A  | N/A    |
| 1979    | Adartico Vudafieri | Fiat 131 Abarth   | MON | ZWE | POR   | KEN     | GRI     | NZL     | FIN | CAN     | ITA DNF | FRA     | GBR     | IVK | –    | 0      |
| 1980    | Jolly Club         | Fiat 131 Abarth   | MON | ZWE | POR   | KEN     | GRI     | ARG     | FIN | NZL     | ITA DNF | FRA     | GBR     | IVK | –    | 0      |
| 1981    | Jolly Club         | Fiat 131 Abarth   | MON | ZWE | POR   | KEN     | FRA     | GRI     | ARG | BRA     | FIN     | ITA DNF | IVK     | GBR | –    | 0      |
| 1982    | Martini Racing     | Lancia Rally 037  | MON | ZWE | POR   | KEN     | FRA     | GRI DNF | NZL | BRA     | FIN     | ITA     | IVK DNF | GBR | –    | 0      |
| 1983    | Martini Racing     | Lancia Rally 037  | MON | ZWE | POR 5 | KEN     |         |         |     | ARG DNF | FIN     |         |         |     | 12   | 20     |
| 1983    | Jolly Club         | Lancia Rally 037  |     |     |       |         | FRA 3   | GRI     | NZL |         |         |         |         |     | 12   | 20     |
| 1983    | Jolly Club Totip   | Lancia Rally 037  |     |     |       |         |         |         |     |         |         | ITA DNF | IVK     | GBR | 12   | 20     |
| 1984    | Jolly Club Totip   | Lancia Rally 037  | MON | ZWE | POR   | KEN     | FRA DNF | GRI     | NZL | ARG     | FIN     | ITA NF  | IVK     | GBR | –    | 0      |

Noot:
- Het concept van het wereldkampioenschap rally tussen 1973 en 1976 hield in dat er enkel een kampioenschap open stond voor constructeurs.
- In 1977 en 1978 werd de FIA Cup for Drivers georganiseerd. Hierin meegerekend alle WK-evenementen, plus tien evenementen buiten het WK om.